# لا سيادة للند على نده
لا سيادة للند على نده (أو لا سيادة للسواسية على بعضهم البعض) أو لا سيادة لند على ند، هو مبدأ عام في القانون الدولي ومن أسس حصانة الدول. ومعناه إنه لا يجوز لدولة ذات سيادة أن تمارس سلطة على دولة أخرى ذات سيادة.